# 40 (productor discográfico)
Noah Shebib, (Toronto, Ontario, Canadá; 31 de marzo de 1983), conocido simplemente como "40" es un productor y ex actor canadiense. Shebib ha trabajado para artistas como Drake, Beyonce, Lil Wayne, Alicia Keys, Action Bronson, y Jamie Foxx. También es cofundador del sello discográfico "OVO Sound".

## Carrera
Noah Shebib comenzó su carrera como actor infantil, interpretando papeles en programas de televisión y películas Su primer papel fue en el año 1996 en el episodio "Go Eat Worms" de la serie de televisión Goosebumps. También interpretó un papel importante en la serie de televisión ganadora de un premio Gemini Wind at My Back. Su papel más conocido fue en la película The Virgin Suicides, cuando interpretó al adolescente Parkie Denton. También tuvo pequeños papeles en proyectos como The Last Don y Perfect Pie, su última película antes de que se retirase de la actuación.
Después de ello, Noah comenzó a trabajar en el sector musical bajo el nombre de DJ Decibel, tiempo después Shebib hizo el cambio de DJ para productor musical, trabajando con artistas originarios de Toronto tales como: Empire, Knamelis, Christopher Morales, y Saukrates. 
Al principio de su carrera musical como productor se ganó el apodo de "40 Días y 40 Noches" (que más tarde fue reducido a "40"), ya que trabajaba en el estudio durante toda la noche, sin dormir. Trabajo por primera vez con la estrella de Degrassi "Aubrey Drake Graham" en 2005. 
En 2009 llegó una gran oportunidad para Shebib, cuando fue el productor ejecutivo del mixtape de Drake, el cual se titulaba "So Far Gone", trabajando junto con el productor con sede en Toronto "Boi- 1da". Él grabó y mezcló todas las canciones del mixtape y también produjo algunas canciones tales como: "The Calm", "Houstatlantavegas", "Bria's Interlude" y "Successful", las cuales fueron las más exitosas del mixtape. También trabajó en el primer álbum debut de Drake titulado "Thank Me Later" y en su segundo álbum Take Care, en este último, Shebib coprodujo casi todas las canciones, junto a sus deberes habituales de grabación y mezcla de todo el álbum. Más tarde Shebib también produjo la canción "I'm Single" del mixtape "No Ceilings" del artista Lil Wayne, la canción "Un-Thinkable (I'm Ready)" de Alicia Keys y la canción "Demonstrate" de la artista JoJo.
En 2012, Shebib junto con Drake y Oliver El- Khatib, fundaron el sello discográfico OVO Sound. Recientemente Shebib ha ayudado a producir nuevo material para Drake, coproduciendo sencillos como Started from the Bottom. Shebib también trabajó en el tercer álbum de Drake titulado "Nothing Was the Same",  en su mixtape "If You're Reading This It's Too Late". y en su álbum "More Life".